# La Philosophie du porc et autres essais
La philosophie du porc et autres essais est un ouvrage de Liu Xiaobo et Jean-Philippe Béja préfacé par  Václav Havel.
Jean-Philippe Béja, qui connait Liu Xiaobo depuis 20 ans, a choisi à partir de plusieurs centaines d'articles, dont 3 avaient déjà été traduits en français, les articles qui constituent ce livre. Ces articles présentent un intérêt majeur pour ceux qui s’intéressent aux échanges d’idées en Chine. L'ouvrage comporte également une biographie exhaustive et commentée de Liu Xiaobo écrite par Jean-Philippe Béja.
Václav Havel, qui voit dans la Charte 08 des échos de sa propre Charte 77 de l'époque communiste, a composé la préface du livre.
Ce premier livre de Liu Xiaobo, prix Nobel de la paix qu’il a dédié aux « âmes errantes du 4 juin », paru en français, est un témoignage de son courage et de son franc-parler. Ainsi, il critique ce qu'il qualifie de « philosophie du porc » : cette tendance des intellectuels chinois à se faire « acheter » par le parti communiste chinois.

## Biographie de Liu Xiaobo et présentation de l'ouvrage
Né à Changchun en 1955, Liu Xiaobo, fils de professeur de l'université normale du Nord-Est, est envoyé avec sa famille de 1969 à 1973, période de la révolution culturelle, dans les campagnes de Mongolie-Intérieure. Les écoles étant fermées, il lit ce qu'il peut trouver. En juillet 1973, diplômé de l'enseignement secondaire, il est envoyé dans le village de Sangang, comté de Nongan. En novembre 1976, peu après la mort de Mao Zedong, il est ouvrier en bâtiment à Changchun. En juillet 1977, il est admis à  l'université de Jilin dont il sort diplômé en littérature chinoise en 1982. Il rejoint pour son master l'université normale de Pékin où il enseigne et soutien en 1988 son doctorat après avoir étudié la littérature et de l'esthétique occidentales, appréciant particulièrement Franz Kafka. Lors de son master, il écrit des poèmes et fréquente les cercles poétiques où il fait la connaissance de Liu Xia qu’il épousera en secondes noces.
En 1986, son essai « Crise ! La littérature de la nouvelle époque est entrée en crise » le rend célèbre. Il y critique l'absence de créativité des écrivains chinois, pourtant présentés comme briseurs de tabous. Sa critique du mouvement littéraire alors populaire « Recherche des racines », pour lui une « retraite dangereuse et réactionnaire dans le traditionalisme », choque. Il critique les tendances confucéennes d'écrivains dépendant de l'État, se voyant en conseillers du prince. Selon lui, les intellectuels ont le devoir de conserver un esprit critique, se rattachant ainsi à la tradition du mouvement du 4 mai 1919. Cet essai lui vaut le surnom de « cheval noir » de la scène littéraire. Publié peu après la conférence internationale de septembre 1986 du ministre de la culture Wang Meng visant à convaincre les spécialistes en littérature chinoise d'attribuer le prix Nobel à un Chinois, il fait sensation, le faisant apparaître comme un provocateur, entraînant notoriété et invitations à donner des conférences dans toute la Chine, où le public se presse, notamment lors de la soutenance de sa thèse. Sa critique de Li Zehou, gourou de l'esthétique chinoise rénovée, séduit les intellectuels. Après sa thèse, il est invité en Norvège et aux USA. Lors d'une escale à Hong Kong, interviewé par Jiefang (décembre 1988), il déclare : « pour pouvoir atteindre un développement satisfaisant, la Chine aurait besoin de 300 ans de colonisation. » Aujourd'hui, les autorités chinoises affirment y voir la preuve qu'il est vendu aux Occidentaux. Cependant, en 1988, la Chine est dans une situation dramatique du fait des 20 dernières années du règne de Mao, et nombre de Chinois, même au sein du parti communiste chinois (PCC), s'extasient de la réussite de la Hong-Kong, colonie britannique, avec sa liberté et sa prospérité, tandis que la culture traditionnelle chinoise et le « féodalisme » maoïste apparaissent comme les obstacles majeurs de la modernisation.
À la fin des années 1980, Liu n'est donc qu'un critique culturel, plus véhément et plus talentueux que d'autres en cette période d'autocritique et d'admiration de la démocratie occidentale. Il réside 3 mois en Norvège, isolé et déçu par les sinologues qui « ne parlent pas le Chinois ». Il est mal à l'aise aussi aux USA où passe quelques mois dans des universités américaines. Dans son essai Réflexions d'un antitraditionaliste : la révélation new-yorkaise, il écrit : « Face aux autres nations [les Occidentaux modernes] gardent toujours bien enracinés en eux un sentiment distinctif de supériorité ». Il réalise qu'il n'y a pas de remède miraculeux aux problèmes de la civilisation moderne. Il faut penser par soi même et mettre en œuvre « une critique de la culture occidentale à partir de la force individuelle ».
Celui que le Global Times dénonce comme un adepte de l'occidentalisation totale est en réalité déçu par l'Occident. Ainsi, quand éclate le mouvement pour la démocratie en Chine en 1989, Liu quitte New-York et l'université Columbia pour Pékin. Il est le seul visiting professor chinois à rentrer, les autres ne soutiennent le mouvement qu'à distance.
Dès son arrivée à Pékin début mai, il va sur la place Tian'anmen et passe de longs moments avec les étudiants de l'université normale de Pékin. Toujours sincère, dans des dazibao, il critiquera les leaders du mouvement pour leur incapacité à échapper à la pensée maoïste quand ils demandent la réhabilitation de leur mouvement au PCC. Malgré ses critiques, il est estimé des étudiants. Il a alors 34 ans, et reste à leurs côtés sur la place occupée. Quand la loi martiale est proclamée le 20 mai, il cherche à convaincre les étudiants de modérer l'action. Le 2 juin, devant la rumeur d'une intervention de l'armée, il mobilise des intellectuels chinois et avec 3 camarades, organise une grève de la faim. Liu Xia, qu'il n'a pas revu depuis son départ à l'étranger, viendra lui rendre visite juste avant. Il ne peut lui parler, mais il lui adresse un message enregistré « Liu Xia ne pleure pas. Mène une vie heureuse. Si l'armée vient, nous ne résisterons pas. Nous nous laisserons emmener ».
Le lendemain soir, quand les chars entrent dans Pékin, le massacre commence. Après une longue hésitation, comme les autres grévistes de la faim, il pense évacuer la place et réussit à en convaincre les étudiants, évitant un nouveau bain de sang. Il négocie l'évacuation pacifique de Tian'anmen avec l'armée. En position d'éviter un conflit meurtrier, il choisit la modération : l'intellectuel radical sans compromission est devenu un responsable mûr, réussissant à convaincre les foules d'adopter une attitude rationnelle. Il évite la police dans un logement diplomatique où il ne reste que 2 jours, ne pouvant trouver le calme alors que ses camarades sont pourchassés. Ainsi, le 6 juin, alors qu'il circule à vélo dans Pékin, il est arrêté et incarcéré à la prison de Qincheng, accusé d'être l'une des « mains noires » du mouvement. Avec une virulence sans précédent, la presse se déchaîne contre lui. Cependant, il accorde au cours de son incarcération une interview à CCTV où il déclare qu'il n'y a pas eu de mort sur la place Tian'anmen, une autocritique qu'il regrettera. Est-ce ce qui lui a permis d'être relâché le 1er janvier 1991 sans procès ? Dans sa vie, « juin 1989 représente un tournant crucial ». Alors qu'il est en prison, sa femme le convainc de demander le divorce, comme durant la campagne anti-droitiste de 1957. En conséquence, il perd sa famille et son droit de résidence à Pékin, son hukou (livret de résidence) étant transféré à Dalian, où vivent ses parents avec qui les liens sont distendus depuis longtemps, et il perd son emploi. Il est exclu de l'université et n'a plus le droit de publier. Il reste peu de temps à Dalian, et revient clandestinement à Pékin début 1991, dans la maison du chanteur taïwanais Hou Dejian, puis d'autres amis. Si d'autres militants comme Zhou Duo (un organisateur de la grève de la faim) n'ont pas non plus retrouvé leur emploi, il est le seul à se voir interdit de résidence à Pékin. L'écrivain Wang Shuo, le convainc d'écrire sous pseudonyme un ouvrage relatant des entretiens avec des personnalités de la culture. Il écrira des articles pour des journaux d'outre mer, et est un collaborateur régulier des 2 revues indépendantes de Hong Kong, Zhengming et Kaifang. Il écrit aussi pour le quotidien de Hong Kong Ming bao et Xin bao (Hong Kong economic daily). Il publie aussi des livres à Taïwan. Auteur prolifique, le développement d'internet augmenta sa productivité, contribuant à des sites en chinois basé à l'étranger.
Après 1991, il ne peut donner de conférence dans les universités ou institutions, mais en prononce parfois dans les librairies indépendantes. Pendant les 17 ans qui précèdent sa dernière incération, il prend une part active à la dissidence intérieure, et devient une personnalité clef de l'opposition, créant des pétitions contre les atteintes aux droits de l'homme. En conséquence, il est sous la surveillance constante de la police politique, ce qui ne l'empêche pas d'agir publiquement, acceptant les risques qui en découlent. Tous les ans, le 4 juin, il est en résidence surveillée à son domicile, et ne peut rencontrer d'autres dissidents, mais cela n'a pas d'effet dissuasif sur lui. Bien que sans statut, il est autorisé à se rendre en Australie et aux USA prononcer des conférences à l'université nationale australienne et à l'université Harvard, peut-être dans l'espoir qu'il y reste. Mais il décide de revenir en Chine et on ne lui donnera alors plus de passeport. 
À partir de 1995, la police devient plus sévère. Après qu'il a écrit une pétition demandant que Chen Ziming du mouvement de 1989 puisse poursuivre sa peine chez lui pour raisons de santé, et appelant les dirigeants à reconnaître leur responsabilité dans le massacre, le 18 mai, il est mis en résidence surveillé par la police dans un hôtel des Collines parfumées. Il y séjourne jusqu'au 1er janvier 1996. Bien qu'il ne soit pas marié à Liu Xia, elle est autorisée à y passer la nuit. 
Libéré en janvier 1996, il revient à Dalian où Liu Xia le retrouve, mais constamment surveillés et isolés, ils retournent à Pékin. Ils envisagent de se marier, ce qui rendrait possible les visites lors d'une prochaine arrestation potentielle. Mais, n'ayant pas de danwei et son hukou étant à Dalian, on ne l'autorise pas à se marier avec Liu Xia avec qui il partage sa vie depuis bientôt 2 ans. Au nouvel An chinois de 1996, ils se marient traditionnellement, à la librairie contestataire de Wanshung tenue par Liu Suli, emprisonné un an après les manifestations de Tian'anmen.
En octobre 1996, il signe avec Wang Xizhe un manifeste pour la réconciliation entre le PCC et Guomindang. Wang Xizhe part à Hong-Kong, et Liu Xiaobo est arrêté le 8 octobre à son domicile. Sans jugement, il est incarcéré en camp de rééducation par le travail pendant 3 ans. Liu Xia n'a pas l'autorisation de lui rendre visite avant 1998, quand l'avocat Mo Shaoping (en) lui annonce qu'elle peut l'épouser au camp. Après son mariage, elle peut aller le voir chaque mois jusqu'en octobre 1999, date de sa libération.

## Accueil critique
Philippe Pataud Célérier du Monde diplomatique indique que cet ouvrage présente les écrits de Liu Xiaobo depuis vingt ans dans la presse. Liu Xiaobo y présente la culture occidentale « comme système de référence ». Par ailleurs, Liu s'interroge sur la disparition des événements de Tiananmen de la mémoire chinoise. 
Pierre Haski conseille de lire les écrits de Liu Xiaobo, car comme l'indique Václav Havel, les autorités chinoises finiront par le libérer si le public continue de s’intéresser à son sort.  Pour Amnesty international, cet ouvrage permet de découvrir la pensée de Liu Xiaobo, mais aussi les « combats et dénonciations portés par de nombreux militants des droits humains chinois ».
Lucien Bianco considère que les trois leitmotivs « mensonge, mémoire, morale » de cet ouvrage La Philosophie du porc rappellent Soljenitsyne.
Pour la journaliste et sinologue Ursula Gauthier : « On découvre une pensée forte reposant sur une connaissance solide de la philosophie occidentale comme de la pensée classique chinoise ».
Liu Xiaobo y affirme « que la Chine utilise toutes les stratégies « pour magnifier sa puissance et sa politique » et justifier l'allégeance du Tibet « barbare » ».

## Récompense
En décembre 2011, le livre reçoit le Prix spécial du jury du prix Pierre-Simon, Éthique et société, remis par le philosophe Frédéric Worms à l'éditrice de l'ouvrage.